# Methone magnarea
Methone magnarea är en fjärilsart som beskrevs av Adalbert Seitz 1913. Methone magnarea ingår i släktet Methone och familjen Riodinidae. Inga underarter finns listade i Catalogue of Life.